# TBCB
TBCB (англ. Tubulin folding cofactor B) – білок, який кодується однойменним геном, розташованим у людей на короткому плечі 19-ї хромосоми. Довжина поліпептидного ланцюга білка становить 244 амінокислот, а молекулярна маса — 27 326.
| 10         |  | 20         |  | 30         |  | 40         |  | 50         |
| ---------- |  | ---------- |  | ---------- |  | ---------- |  | ---------- |
| MEVTGVSAPT |  | VTVFISSSLN |  | TFRSEKRYSR |  | SLTIAEFKCK |  | LELLVGSPAS |
| CMELELYGVD |  | DKFYSKLDQE |  | DALLGSYPVD |  | DGCRIHVIDH |  | SGARLGEYED |
| VSRVEKYTIS |  | QEAYDQRQDT |  | VRSFLKRSKL |  | GRYNEEERAQ |  | QEAEAAQRLA |
| EEKAQASSIP |  | VGSRCEVRAA |  | GQSPRRGTVM |  | YVGLTDFKPG |  | YWIGVRYDEP |
| LGKNDGSVNG |  | KRYFECQAKY |  | GAFVKPAVVT |  | VGDFPEEDYG |  | LDEI       |

A: Аланін

C: Цистеїн

D: Аспарагінова кислота

E: Глутамінова кислота

F: Фенілаланін

G: Гліцин

H: Гістидин

I: Ізолейцин

K: Лізин

L: Лейцин

M: Метіонін

N: Аспарагін

P: Пролін

Q: Глутамін

R: Аргінін

S: Серин

T: Треонін

V: Валін

W: Триптофан

Кодований геном білок за функціями належить до шаперонів, білків розвитку, фосфопротеїнів. 
Задіяний у таких біологічних процесах, як диференціація клітин, нейрогенез, ацетилювання, альтернативний сплайсинг. 
Локалізований у цитоплазмі, цитоскелеті.